# Figueiros
Figueiros ist ein Ort und eine ehemalige Gemeinde (Freguesia) im portugiesischen Kreis Cadaval. Die Gemeinde hatte 689 Einwohner (Stand 30. Juni 2011).
Am 29. September 2013 wurden die Gemeinden Figueiros und Painho zur neuen Gemeinde União das Freguesias de Painho e Figueiros zusammengeschlossen. Figueiros ist Sitz dieser neu gebildeten Gemeinde.